# Meira Penna
José Osvaldo de Meira Penna (Rio de Janeiro, 14 de março de 1917 - Brasília, 29 de julho de 2017) foi um diplomata e escritor brasileiro. Foi um expoente do liberalismo e do conservadorismo no Brasil, além de um dos maiores defensores da criação de cursos universitários e de centros de estudos dedicados à análise das relações internacionais no Brasil. Meira Penna ingressou na carreira diplomática em 1938 vindo a ocupar a posição de secretário-geral adjunto do Ministério das Relações Exteriores para a Europa Oriental e a Ásia, onde testemunhou a Segunda Guerra Mundial e a Revolução Chinesa, e desempenhou a função de embaixador em Israel, Nigéria, Noruega, Equador, EUA, França e Polônia.
No fim de sua carreira no Itamaraty, Meira Penna associou-se ao liberalismo e tornou-se um defensor ativo do pensamento liberal no Brasil. Estudou a problemática da cultura patrimonialista e sua relação com outros vícios da sociedade brasileira, procurando formular soluções para que fossem superados. Neste intuito, publicou os livros Psicologia do Subdesenvolvimento (1972), Em Berço Esplêndido (1974), O Brasil na Idade da Razão (1980) e O Dinossauro (1988). Em 1986, fundou junto a outros intelectuais liberais a Sociedade Tocqueville, sendo também presidente do Instituto Liberal de Brasília e membro da Sociedade Mont Pèlerin. Escreveu para diversos jornais nos quais além de divulgar o liberalismo e sua análises da sociedade brasileira, discorria sobre o tema da escravidão e dos negros no Brasil. Foi simpatizante do sionismo, atuando em favor do estado de Israel em seu trabalho como diplomata.
Elogiado e reconhecido por nomes como o Nobel de literatura Mario Vargas Llosa e o ex-Ministro do Planejamento Roberto Campos, Meira Penna completou seu centenário em 2017, tornando-se um dos últimos representantes dos intelectuais de sua geração. Continuou ativo na promoção de suas ideias mesmo com idade avançada, inclusive participando de discussões na internet. Falecendo debilitado no mesmo ano, Meira Penna foi homenageado como um dos mais importantes intelectuais liberais do Brasil.

## Biografia

### Juventude e formação

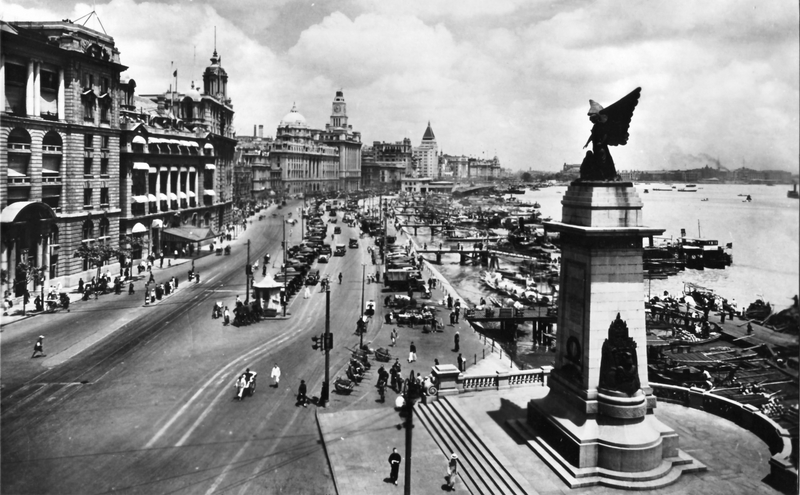
A cidade de Xangai em 1928, onde Meira Penna trabalhou como diplomata, dez anos depois, em 1938

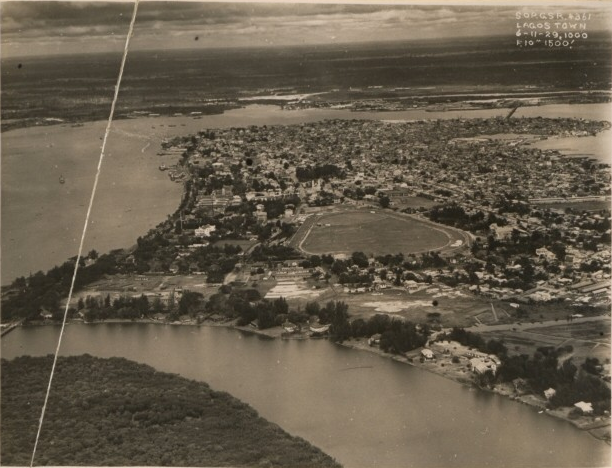
A cidade de Lagos em 1929, antiga capital da Nigéria, onde Meira Penna trabalhou como diplomata durante a década de 1960

Meira Penna nasceu em 14 de março de 1917 na cidade do Rio de Janeiro. Matriculou-se no curso de Direito da Universidade do Brasil (atual UFRJ), concluindo sua formação em 1939. Ingressara na carreira diplomática um ano antes, em 1938, prestando concurso público. Meira Penna fez da diplomacia sua profissão por mais de quarenta anos, trabalhando como embaixador até sua aposentadoria em 1981. Complementou sua formação estudando na Universidade de Columbia (Nova Iorque), no Instituto C. G. Jung de psicologia (Zurique), e na Escola Superior de Guerra, tradicional instituto militar voltado à racionalização da defesa nacional, no Rio de Janeiro.
Após a Intentona Comunista de 1935, ingressou na Ação Integralista Brasileira (AIB), de Plínio Salgado. No movimento Integralista, fez parte do Departamento de Relações Internacionais da AIB, que tinha como chefe Antonio Gallotti e como vice Gerardo Mello Mourão. Também participou da Marcha dos 50 mil, na então capital federal.
Nos primeiros anos da sua carreira diplomática serviu em Calcutá (Índia), Xangai (ocupada por forças militares do Império do Japão), Ancara (Turquia) e Nanquim (outra metrópole chinesa, gravemente afetada pela ocupação nipônica, experimentando um brutal massacre pelos japoneses). Em Xangai, foi surpreendido pelo ingresso do Brasil na Segunda Guerra Mundial, oficializado pelo presidente Getúlio Vargas, que emitiu em agosto de 1942 a declaração de guerra às nações do Eixo, Alemanha e Itália. O Brasil apenas declarou guerra ao Japão, onde residiu Meira Penna (Xangai sob ocupação) entre abril de 1941 e junho de 1942, no último ano da guerra, em junho de 1945. O diplomata retornou à China quando já acabadas as hostilidades entre as grandes potências, no período de 1947 a 1949, testemunhando o desenvolvimento da Guerra Civil Chinesa e o colapso do regime nacionalista do Kuomintang de Chiang Kai-Shek frente ao triunfo da Revolução Chinesa, liderada por Mao Tsé-Tung, no ano de 1949.
Após sua estadia na China, Meira Penna desempenhou funções diplomáticas também na Costa Rica, no Canadá e na Missão Permanente do Brasil junto às Nações Unidas (DELBRASONU). Em seguida retornou ao Ministério das Relações Exteriores (Itamaraty), onde encabeçou a Divisão Cultural (atual Divisão de Operações de Difusão Cultural - DODC) do ministério entre os anos de 1956 e 1959, setor encarregado de exercer a diplomacia cultura promovendo a difusão da cultura brasileira aos povos estrangeiros. Posteriormente foi embaixador do Brasil na Nigéria e Secretário-Geral Adjunto do Ministério das Relações Exteriores para a Europa Oriental e a Ásia.

### Embaixador na Nigéria
Meira Penna foi nomeado embaixador do Brasil na Nigéria em 6 de dezembro de 1963 e continuou suas atividades por pouco mais de um ano. Penna encontrou a missão diplomática em uma situação difícil. O embaixador que o antecedeu havia permanecido no país por apenas duas semanas, vindo a morrer de um ataque cardíaco. O embaixador que por sua vez antecedeu o falecido teve problemas em encontrar um caixão grande o suficiente para enterrar o morto, vindo a desesperar-se. Penna questionou a necessidade de uma embaixada na Nigéria, atribuindo sua existência ao "entusiasmo demagógico" do Governo Jânio Quadros.
Ao chegar no país, recebeu as credenciais do presidente Nnamdi Azikiwe, com o qual conversou sobre as influências culturais que ambos países exerciam sobre o outro. Meira Penna desejava propagar a imagem do Brasil como uma democracia racial, seguindo as diretrizes oficiais do Itamaraty. Por isso viria a entrar em conflito com o ator brasileiro Antonio Pitanga, que estava realizando uma viagem nos países africanos recém-independentes para apresentar o filme Ganga Zumba, no qual participou assumindo o papel de Zumbi dos Palmares. O filme explora a hostilidade entre africanos escravizados e os colonizadores portugueses no conflito em torno do Quilombo dos Palmares. Meira Penna não desejava exibir o filme por considerá-lo prejudicial à missão cultural da embaixada e tentou boicotar sua apresentação. Pitanga chamou-o de racista.
Penna relatou as dificuldades que enfrentou durante sua estadia no país africano: "em menos de três anos, presenciamos três falecimentos, uma criança atropelada, um cozinheiro morto por envenenamento, uma doença grave, desvio de finanças, quatro brigas e um caso de pedofilia". O embaixador perguntava-se se a África ocidental não seria de fato um "túmulo para brancos" como pensava-se na época. Meira Penna considerou que os problemas generalizados enfrentados pela missão diplomática não poderiam ser normais, sendo resultado talvez de uma maldição lançada por orixás para vingar seus devotos escravizados. O embaixador apoiou o golpe militar de 1964 e encerrou sua estadia na Nigéria em 6 de março de 1965.

### Aposentadoria e liberalismo
Meira Penna foi nomeado embaixador do Brasil em Israel, função que exerceu entre os anos de 1967 e 1970. Testemunhou no país a Guerra dos Seis Dias (em junho de 1967), que opôs Israel aos estados árabes da região do Oriente Médio e do Norte da África. Recomendou que o Brasil desconsiderasse a resolução 242 das Nações Unidas, que determinava a retirada de Israel dos territórios ocupados durante a guerra. Meira Penna inclusive defendeu a transferência da embaixada brasileira em Israel de Tel-Aviv a Jerusalém, que havia sido anexada pelos israelenses. Ocupou em seguida as funções de Assessor do Ministro da Educação e Cultura (MEC) e embaixador na Noruega, no Equador e na Polônia, onde encerrou sua carreira diplomática e aposentou-se em 1981. Voltou-se então ao exercício do magistério, tornando-se professor vinculado ao Departamento de Relações Internacionais e Ciência Política da Universidade de Brasília.
Meira Penna atuou desde fins da década de 1960 como jornalista, sendo colaborador de importantes periódicos como O Estado de São Paulo, Jornal da Tarde (JT) e o Jornal do Brasil, entre outros. Defensor do liberalismo, fundou em 1986 junto a Ricardo Vélez-Rodríguez e outros intelectuais de inspiração liberal provenientes de Rio de Janeiro, Brasília, São Paulo, Florianópolis, Porto Alegre e Santa Maria a Sociedade Tocqueville (em homenagem a Alexis de Tocqueville), da qual foi presidente, cuja ocupação seria expor as divergências sobre a construção do Estado entre liberais e socialistas. Foi também presidente do Instituto Liberal de Brasília, membro ativo da Sociedade Mont Pèlerin, entidade liberal fundada em 1947, e defensor da monarquia constitucional no Brasil.
Ao tempo em que muitos de seus intelectuais contemporâneos já haviam falecido, Meira Penna tornou-se um dos poucos representantes de sua geração cultural, continuando lúcido na velhice e ativista das ideias liberais, mantendo até mesmo um website oficial já desativado. Também gostava de participar de fóruns de discussão judaicos na internet, onde contava suas experiências como embaixador em Israel.

### Morte e homenagens
O embaixador morreu no dia 29 de julho de 2017, aos 100 anos de idade. Em sua conta no Facebook, Paulo Eduardo Martins afirmou que "perdemos um grande brasileiro expoente do pensamento liberal-conservador".[carece de fontes?] A revista judaica Menorah noticiou o falecimento de Meira Penna classificando-o como um "grande amigo de Israel". A revista também lamentou o silêncio de entidades israelitas que ignoraram a passagem do embaixador: "mais do que uma vergonha, é uma lástima que um defensor e amigo de Israel tão antigo e constante não tenha sido devidamente lembrado".
O Centro Acadêmico do Curso de Relações Internacionais da Universidade Federal de Pelotas (UFPEL), fundado em 31 de janeiro de 2013, leva o nome de Meira Penna.

## Ideias

### Patrimonialismo
A partir de 1972, Meira Penna dedicou seus estudos sobre a sociedade à construção de uma crítica liberal ao fenômeno do patrimonialismo brasileiro, inspirado pelos escritos do pensador francês Alexis de Tocqueville sobre o modelo centralista do Estado francês em seu livro Da Democracia na América. Segundo o diplomata, Max Weber elaborou a definição precisa sobre o patrimonialismo, que seria o regime no qual "poderes particulares e as vantagens econômicas correspondentes são apropriados, isto é, tornam-se propriedade particular do Chefe [...] O coronelismo, o clientelismo, o compadrio, o empreguismo, esse emaranhado extremamente confuso de relacionamentos e obrigações personalistas, ao nível municipal, que se associam à estrutura patrimonial do país, consistem essencialmente no aproveitamento privado da coisa pública. O coronelismo representa a forma local de domínio personalista. O patrimônio privado é ao mesmo tempo o patrimônio público".
Tocqueville define o Estado francês como uma força autoritária e paternalista que atribui-se a função de monitorar e orientar sua população, mas que ao invés de melhorar a existência desta população, procura aliená-la por meio de divertimentos, privando-a do exercício da liberdade ao qual os homens seriam naturalmente predispostos pelo princípio da igualdade. Segundo Meira Penna, no Brasil soma-se a este modelo paternalista o vício do governo pessoal, que transforma o Estado em um sistema regido por relacionamentos afetivos e obrigações de compadrio, ao invés dos critérios legais de obediência à lei e respeito à justiça. "Quem não tem pai, padrinho ou patrono não tem vez". Meira Penna tornou-se mais convicto de sua crítica ao Estado burocrático e patrimonialista durante a onda de descrédito do estatismo e ressurgimento do liberalismo econômico durante as décadas de 1970 e 1980.
Por estas razões, Meira Penna acreditou que o Brasil não havia ainda introduzindo-se integralmente à idade da razão, na qual o Estado e suas legislações funcionam corretamente de acordo com a concepção de intelectuais como Hobbes, Locke e Rousseau. O diplomata buscou identificar a relação do patrimonialismo com os outros problemas típicos do Estado brasileiro, tais como a burocracia excessiva e a corrupção, e edificar as soluções para estes problemas.

### Latinidade e pessoalismo

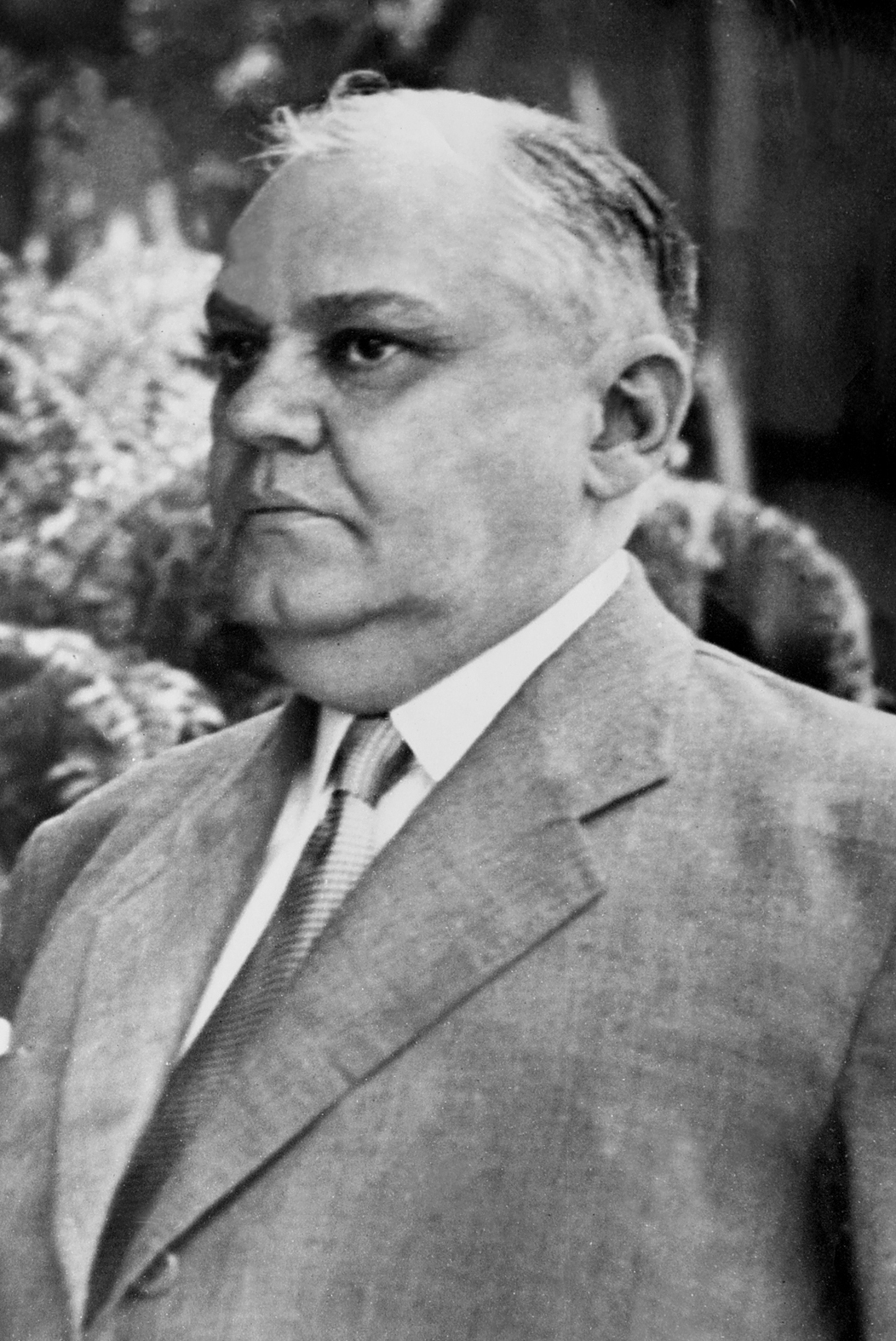
José Linhares

Meira Penna aponta o patrimonialismo como um vício cultural dos povos latinos, que por sua vez o transmitiram para suas colônias americanas. As instituições políticas das nações latinas, tanto na Europa quanto nas Américas, teriam sido edificadas ou apossadas pelo sistema patrimonialista. Penna identifica Tocqueville como o primeiro intelectual a distinguir o simples regime democrático formal e o conceito de liberdade. Tocqueville aponta em sua obra O Antigo Regime e a Revolução, que o Estado pós-absolutista na França arregimentou um poder ainda mais amplo que a autocracia que o antecedeu. Teria sido o crescimento excessivo da burocracia na França durante o século XVIII e sua ineficiência e corrupção cada vez mais disseminadas que propiciaram a Revolução Francesa, e não as expensas fúteis em palácios e luxuosidades por parte das cortes. As finanças francesas tornaram-se excessivamente carregadas pela casta privilegiada da nobreza e da burguesia. Penna aponta Jean-Baptiste Colbert, ministro de Luis XIV, como um dos responsáveis pelo atraso econômico.
Meira Penna aponta semelhanças entre o centralismo francês e a política colonial portuguesa, especialmente no que toca sua intolerância em relação a possíveis focos de dissidência para perpetuar seu domínio sobre a sociedade. Tocqueville estabelece uma lógica no funcionamento da política municipal e fiscal do absolutismo e sua estrutura de dominação, e Penna afirma que este sistema se reproduziu também no Brasil. A sociedade italiana também seria afetada pelo vício do patrimonialismo e da submissão ao Estado, características que teriam sido herdadas da ocupação espanhola durante os séculos XVI e XVII. Meira Penna se embasa no escritor italiano Luigi Barzini para demonstrar a semelhança da questão do preconceito ao trabalho produtivo nas sociedades brasileira e italiana: "A culpa caberia [...] ao desprezo feudal dos espanhóis pelas ocupações úteis e produtivas". O principal representante do patrimonialismo hispano-americano seria o regime tecnocrata do Partido Revolucionário Institucional no México.
Outro sintoma do patrimonialismo latino seria o surgimento do clericalismo, isto é, a cooperação  entre o alto clero católico e as elites políticas para legitimar e preservar o regime patrimonialista paralelamente à hegemonia religiosa de Roma. Segundo Meira Penna, o clericalismo estatista teria surgido no século XVI como parte da reação defensiva da Igreja Católica à Reforma (ver: Contrarreforma). O clero católico teria coligado-se às monarquias que ainda lhe eram simpáticas para reprimir movimentos e dogmas heréticos, incluindo o liberalismo, considerado por Roma como fruto do protestantismo: "o estatismo absolutista está implícito na Contrarreforma: a Igreja apelara para o Estado no sentido de suprimir a heresia. A Igreja conclamara os soberanos temporais para a luta contra o liberalismo dito protestante, anglo-saxão e modernizante.
Na medida em que estabelece seu domínio sobre a sociedade, o Estado seria por sua vez apropriado por uma classe de burocratas que torna-se efetivamente dona do sistema público. Neste sentido, Meira Penna afirma que o mecanismo de ocupação do Estado por candidatos qualificados é substituído pelas relações pessoais de afeto entre os funcionários. A ocupação dá-se pela troca de favores entre colegas, dinâmica que teria originado uma casta burocrática de privilegiados que vive do e para o Estado. Penna compara este fenômeno à existência da Máfia (Cosa Nostra) na Sicília: "a Coisa Nossa brasileira não é necessariamente uma organização criminosa porque é tradicional. A Máfia siciliana também não é, na Sicília, considerada criminosa". Este fenômeno é chamado no Brasil de patotismo, coronelismo, compadrio, etc. e Meira Penna considera que ele representa a privatização do Estado a uma elite burocrática edificada por apadrinhamento e, em última análise, a mescla entre os patrimônios público e privado. Penna afirma que este sistema impossibilita o funcionamento do Estado do modo como foi concebido por cientistas políticos, tais como Hobbes, Locke e Rousseau.
Meira Penna exemplifica a influência do pessoalismo familiar com experiências que vivenciou durante sua carreira. Quando foi nomeado por decreto presidencial para ingressar no serviço diplomático, após ser aprovado em concurso, testemunhou dez outros indivíduos sem as mínimas qualificações profissionais se beneficiarem do mesmo decreto tão somente por suas relações familiares e afetivas. Eram todos filhos ou parentes de autoridades ou amigos gaúchos do presidente Getúlio Vargas. Conta também que testemunhou o presidente do STF e presidente interino da República José Linhares nomear todos os seus parentes para cargos públicos, inclusive o próprio filho para a carreira diplomática. Criticado, o magistrado considerou suas iniciativas perfeitamente legitimas. Outro caso que Meira Penna relembra ocorreu ao inicio da Nova República: o então governador de São Paulo colocou discretamente toda a sua família em cargos públicos no Palácio dos Bandeirantes.
O mecanismo de ingresso no Estado brasileiro é portanto marcado pelas relações pessoais entre os candidatos e seus amigos ou aliados dentro do funcionalismo público, o chamado pistolão. Meira Penna define o pistolão como "[...] a relação de um empregado (nomeado ou promovido) com alguém na organização hierárquica, por força de laços de sangue, casamento ou amizade". Demonstrando a força do mecanismo, Meira Penna relata que "[...] Houve um Presidente da República que se queixava de serem as promoções do Itamaraty [...]  um dos atos mais difíceis de sua administração. Os candidatos à promoção de embaixador ou a ministro ou ao posto de conselheiro da Embaixada em Paris se apresentavam armados, como num jogo de pôquer, de um par de senadores e um par de arcebispos; ou de uma trinca de generais; ou de uma seqüência parlamentar (a bancada do Estado); ou de um pôquer de ministros, acrescido da diretora do Museu de Arte Moderna."

### Estatismo burocrático
Meira Penna faz fortes críticas ao fenômeno do cartorialismo dentro do Estado brasileiro, que ele julga ser uma consequência da irracionalidade do aparelho burocrático. Penna aponta que o excesso de documentos formais paralisa o funcionamento do Estado, além de prejudicar fortemente o atendimento dos cidadãos: "o Brasil é o país das certidões, dos documentos carimbados com firma reconhecida, dos processos tão pesados e lentamente elaborados quanto o Antigo Testamento". Meira Penna cita uma passagem de Charles Darwin, datada da época de sua visita ao Brasil, para assertar que o vício do cartorialismo é antigo e remete às origens do país: "Passou-se o dia procurando obter passaporte para minha expedição pelo interior. Não é nada agradável a gente submeter-se à insolência de funcionários públicos; mas se submeter aos brasileiros, que são tão desprezíveis no espírito como miseráveis no corpo, chega a ser intolerável". Analisando a indústria do turismo, Meira Penna nota a contradição entre o esforço que o Estado empreende para atrair turistas e a quantidade de empecilhos burocráticos que são impostos aos visitantes.
A utilidade da burocracia cartorial para a elite patrimonial seria o de perpetuar o domínio desta sobre a sociedade. A importância do funcionário público é amplificada a preterimento do cidadão comum, pois sem uma certa intimidade pessoal com membros da burocracia, torna-se difícil para o interessado conseguir o que ele deseja do serviço. Outro aspecto do cartorialismo que Meira Penna crítica é a irracionalidade da legislação, responsável pela descrença nas leis por parte da população. Leis carentes de um fundamento racional só podem ser aplicadas por meio de uma interpretação pragmática, realizada pelos próprios integrantes do funcionalismo público de acordo com seus interesses. Penna cita as observações do húngaro Peter Kellemen sobre os hábitos dos brasileiros como evidência: "(são) um povo onde as leis são reinterpretadas; onde regulamentos e instruções do governo já são decretados com um cálculo prévio da percentagem em que são cumpridos; onde o povo é um grande filtro das leis e os funcionários, pequenos ou poderosos, criam sua própria jurisprudência. Ainda que esta jurisprudência não coincida com as leis originais, conta com a aprovação geral, se é ditada pelo bom senso".
Meira Penna descreve o Estado brasileiro como uma enorme estrutura incongruente operada por uma ampla hierarquia de servidores, na qual posicionam-se no topo os altos funcionários, titulares de inúmeros privilégios, e na base os empregados de baixo escalão encarregados de atender a população em geral e fiscalizar o setor privado, bem como outras tarefas de pequeno porte. A classe intermediária do serviço público ocupar-se-ia de encastelar a elite patrimonial, ocupando-se das questões burocráticas menos relevantes, ao mesmo tempo em que usufrui dos entraves cartoriais para selecionar quais dos interessados serão de fato atendidos. Meira Penna lembra que este arranjo já foi chamado de indústria de dificuldades para vender facilidades. Para beneficiar-se dos serviços públicos, o interessado teria que convencer de modo pessoal o funcionário a atendê-lo (ver: jeitinho brasileiro).
Nas esferas inferiores da burocracia estariam os atendentes comuns dedicados a pequenos serviços, que Penna descreve utilizando um estereótipo que nomeia de Maria Candelária, a típica funcionária menor descompromissada e incompetente: "sentada o dia inteiro, notável pela sua esteatopigia, conversa ela com as colegas sobre as peripécias da última novela de rádio e as fofocas da repartição, enquanto se estende a fila do público desesperado pelos corredores da repartição e até o portão do Ministério". Penna descreve de modo crítico os baixos funcionários que constituem a base da pirâmide burocrática, que ele nomeia de contínuos. Estes seriam os encarregados das responsabilidades mais pequenas e insignificantes, ao ponto da própria existência de sua posição tornar-se questionável: "Sua missão é difícil de definir em qualquer sociedade que acredite em desenvolvimento e eficiência. Ele simplesmente existe. É expressão do subemprego generalizado [...]  Tem o importante encargo de fazer café, levar a aposta da loteria esportiva, comprar cigarros e, ocasionalmente, o de receber propinas [...] Em troca, pede emprego para o filho".

### Mercantilismo e corrupção

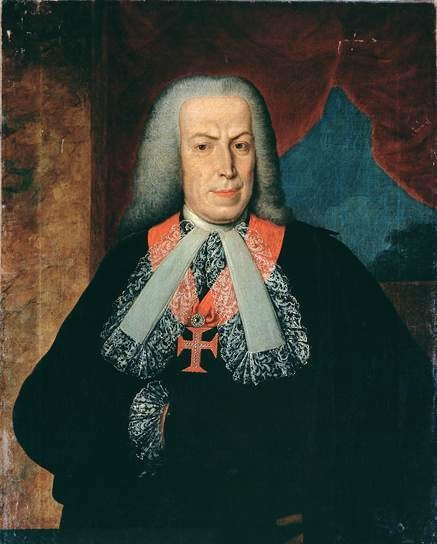
O Marquês de Pombal

Meira Penna afirma que o patrimonialismo português adotou uma concepção mercantilista da economia, na qual prioriza-se o modo do Estado apropriar-se da riqueza preexistente que prejudicou o florescimento do capitalismo: "esse crescimento prematuro do poder do Estado, consolidado subsequentemente e modernizado com o despotismo de Pombal [...] impediu o desenvolvimento do capitalismo industrial que é, essencialmente, fruto da iniciativa privada. A península ibérica e suas colônias não conheceram as relações capitalistas na sua expressão industrial íntegra". Penna ressalta que o governo do Marquês de Pombal delegou ao Estado o papel de ser a fonte de riqueza da nação, ao passo que as empresas privadas tornaram-se apenas suas subsidiárias, existindo à mercê do poder político. O regime econômico pombalino desincentivou a cultura do empreendedorismo no Brasil, criando um ambiente onde os empresários muitas vezes sentem-se desobrigados a enfrentar os riscos inerentes da atividade comercial e são superdependentes do Estado, a quem frequentemente recorrem para obter auxilio.
Segundo Penna, a economia mercantilista persistiu no Brasil paralelamente ao patrimonialismo. O modelo econômico brasileiro assemelha-se, portanto, às monarquias absolutistas. No Brasil, o mercantilismo inseriu-se especialmente no pensamento da esquerda, formulado por uma proposta de "nacional-socialismo" e propelido pelo setor progressista do clero católico. Meira Penna opina que a esquerda brasileira seria incapaz de desmantelar o regime patrimonial-mercantilista pois sua tradição de pensamento não diverge profundamente dele no que toca o aspecto da apropriação pessoal do Estado, uma vez que "o vício fatal do socialismo é, com efeito, a concentração do poder político e do poder econômico nas mesmas mãos".
O mercantilismo é inerentemente improdutivo e explorador, e tem por consequência o controle da economia pelo Estado e o empobrecimento da nação. O efeito do capitalismo, por sua vez, seria a geração, e não apropriação, de riquezas. Penna aponta também o papel do mercantilismo como fator condicionador de guerras: "o mercantilismo não pretendia o aumento da riqueza permanente do povo (aquilo que é o propósito da economia capitalista), mas antes aumentar a riqueza temporária do Estado, a riqueza que podia ser traduzida em poder internacional".
A consequência da coexistência entre o pessoalismo e o mercantilismo é a corrupção — a apropriação de bens públicos por funcionários do Estado. Meira Penna apresenta como evidência da privatização da burocracia o seu crescimento desmedido em relação ao crescimento da população brasileira, e apresenta como exemplo o estado de São Paulo, onde nota que houve um crescimento da burocracia de 18% em 3 anos, taxa sendo muito mais elevada que a expansão demográfica e do produto interno bruto. Também menciona o estado de Alagoas, cuja Assembleia Legislativa encerrou suas atividades em 1985 determinando a criação de 240 cargos de assessoria para cada um dos 24 deputados. "Serão as multinacionais, o capitalismo industrial, a dívida externa ou os bancos estrangeiros responsáveis pela situação? Não parece claro qual o motivo local do subdesenvolvimento?".

### Superação do patrimonialismo
Meira Penna ressalta que o vício do patrimonialismo só é passível de ser superado por meio de uma reforma da mentalidade da sociedade brasileira, de modo que o Brasil possa integrar aquilo que chama de idade da Razão. Para Ricardo Velez-Rodriguez, esta proposta é essencialmente uma de pedagogia social e política que crie uma sociedade liberal no Brasil. Penna assevera em seu livro O Dinossauro que ela é a única solução possível para o vício do Estado patrimonial, classificando a simples formulação de leis para combatê-lo como ineficaz. "O de que precisamos, sem prejuízo da contribuição que sempre nos darão os que sentem, é uma revolução do Lógos (do bom senso, do equilíbrio, da inteligência) [...] (a) opção é essa. Só essa [...] Algo que virá lentamente com a educação, com o esforço consciente do governo e com o próprio desenvolvimento.
Penna idealiza duas instituição de educação profissional pautadas pelo modelo racional-burocrático de Max Weber iniciariam a reforma da sociedade. A Escola Nacional de Administração, inspirada pela École national d'administration francesa, seria responsável pela formação meritocrática de uma elite técnica que viesse a ocupar o Estado, desmantelando os mecanismos de familismo e pessoalismo: "o serviço público deixa assim de constituir uma sinecura [...] para se tornar uma honraria dada ao mérito, e acompanhada de forte incentivo material". O Instituto Superior de Ciência Política seria, por sua vez, responsável pela reformação da classe política mediante uma educação profissional: "(p)essoas todas selecionadas na base de sua capacidade analítica, de seus conhecimentos teóricos, de sua sensibilidade aos imperativos da justiça, sua responsabilidade moral, sua competência administrativa prática e o seu sentido de fidelidade institucional".

## Obras publicadas
- 2006: Polemos: uma análise crítica do Darwinismo. ISBN 9788523008628[81]
- 2004: Nietzsche e a Loucura. ISBN 9788574390543
- 2002: Quando mudam as capitais
- 2002: Da moral em economia[82]
- 2001: Cândido Pafúncio
- 2001: Ai que Dor de Cabeça!. ISBN 9788573726220
- 2001: Urânia. ISBN 8587638645
- 1999: Em Berço Esplêndido - Ensaios de psicologia coletiva brasileira[83]
- 1995: Elefantes e Nuvens
- 1994: A Ideologia do século XX[84]
- 1997: O Espírito das Revoluções[85]
- 1992: Decência já![86]
- 1991: Opção Preferencial Pela Riqueza[8]
- 1988: Utopia Brasileira. ISBN 9788531907548
- 1988: O Dinossauro[87]
- 1982: O Evangelho Segundo Marx
- 1980: O Brasil na idade da Razão
- 1980: Elogio do Burro[88]
- 1974: Em berço esplêndido[83]
- 1972: Psicologia do subdesenvolvimento. ISBN 9788595070042
- 1967: Política externa, segurança e desenvolvimento
- 1948: O sonho de Sarumoto
- 1944: Shanghai - Aspectos Históricos da China Moderna